# 435e Escadron de transport et sauvetage
Le 435e Escadron de transport et sauvetage est une unité de recherche et sauvetage de l'Aviation royale du Canada basée à la 17e Escadre Winnipeg, au Manitoba. L'unité, qui opère quatre C-130 Hercules, est une unité mixte de sauvetage et de transport, qui maintient une capacité exclusive de ravitaillement tactique de chasseurs en vol. Dans le cadre de son mandat de sauvetage, l'unité couvre une zone de plus 10 000 000 km2 qui s'étend de la Ville de Québec jusqu'aux montagnes Rocheuses et de la frontière américaine jusqu'au pôle Nord, une responsabilité partagée avec le 424e Escadron de transport et sauvetage basé à Trenton.

## Histoire
Le 435e Escadron est formé 1er novembre 1944 à Gujarat, en Inde, pendant la Campagne de Birmanie, pilotant le Douglas Dakota en soutien à la quatorzième armée britannique. Après la guerre, l'unité se relocalise en Angleterre et fournit du transport aux troupes canadiennes en Europe. En 1946, l'unité est re-activée à Edmonton jusqu'en 1994, année ou elle déménage à Winnipeg. 
Parce que l'escadron maintient une capacité de ravitaillement, il participe fréquemment aux opérations expéditionnaires. En effet, il connait des déploiements entre autres en Irak, au Kosovo, aux États-Unis, à Haïti, et en Libye.